# Kenneth Braaten
Kenneth Braaten (Mo i Rana, 24 september 1974) is een Noors noordse combinatieskiër. 

## Carrière
Braaten won tijdens de Olympische Winterspelen 1998 in het Japanse Nagano de gouden medaille op de estafette. Braaten nam viermaal deel aan de wereldkampioenschappen en won bij deze deelnames twee medailles, in 1999 de zilveren medaille op de estafette en in 2001 de gouden medaille wederom op de estafette.
Op 13 januari 1998 won Braaten zijn enige individuele wereldbekerwedstrijd op het onderdeel sprint.

## Belangrijkste resultaten

### Olympische Winterspelen
| Editie | Plaats | Resultaten |
| ------ | ------ | ---------- |
| 1998   | Nagano | estafette  |

### Wereldkampioenschappen noordse combinatie
| Jaar | Plaats              | Resultaten                                  |
| ---- | ------------------- | ------------------------------------------- |
| 1999 | Ramsau am Dachstein | 7e sprint · 5e individueel · estafette      |
| 2001 | Lahti               | 11e sprint · 13e individueel · estafette    |
| 2003 | Val di Fiemme       | 5e in de sprint 9e individueel 4e estafette |
| 2005 | Oberstdorf          | 24e sprint                                  |